# Vibracionisme
El vibracionisme va ser un moviment artístic que va néixer el 1917 a Barcelona i es caracteritzava per expressar la vitalitat a través d'escenes del carrer, del port o del món del circ. Rafael Barradas i Joaquim Torres i García, als quals van batejar com els pintors de la ciutat, i Joan Salvat-Papasseit van ser els artistes que més van contribuir a difondre aquest corrent pictòric.

## Història
El vibracionisme va ser un corrent pictòric que va néixer a Barcelona l'any 1917 de la mà del pintor uruguaià Rafael Barradas (1890-1929). Barradas va fusionar el cubisme i el futurisme italià i es va inspirar en l'obra de Gino Severini. La pintura vibracionista plasmava la visió múltiple de l'objecte. El nou isme va coincidir amb l'eclosió a Catalunya dels moviments d'avantguarda europeus en el món tant de les lletres com de les arts plàstiques.
Els tòpics essencials del vibracionisme tant pel que fa al dibuix com a la pintura expressaven el dinamisme de la vida a través de la representació d'escenes del carrer, del port i del món del circ, tòpics que també va conrear la poesia. La trobada de Rafael Barradas amb el seu compatriota Joaquim Torres i García (1874-1949) –que havia abandonat el classicisme mediterrani– i amb el poeta Joan Salvat-Papasseit (1894-1924) va ser un element clau per al desenvolupament del vibracionisme al llarg dels anys 1917 i 1920. En aquesta època Torres i García va posar les bases del seu Universalisme constructiu, un corrent plàstic que teoritzarà anys després en el llibre homònim, publicat el 1944, on l'artista sintetitzava experiències amb els corrents d'avantguarda del segle xx.
Tots tres artistes van impulsar plataformes de difusió com les publicacions minoritàries Un Enemic del Poble (1917-1918) i Arc-Voltaic (1918), il·lustrades pels dos pintors. Torres i García i Barradas també van il·lustrar el llibre Poemes en ondes hertzianes (1919) de Joan Salvat-Papasseit, els poemes del qual presenten una gran influència del vibracionisme pel que fa a la tria dels temes. Tot i així, el vibracionisme de Torres i García i el de Barradas, des del punt de vista plàstic, tenien importants diferències.
Torres i García utilitzava dues modalitats: d'una banda dividia el pla en fragments a fi de representar dos objectes diferents que anul·laven la perspectiva i, de l'altra, arribava a la descomposició d'una mateixa escena jugant amb el ritme i la superfície. Barradas, en canvi, jugava amb el color, el soroll i la llum. La ciutat de Torres i García és estàtica i estructurada, mentre que la de Barradas és simultània i fragmentada, en constant moviment, per enfortir la vibració perenne de l'objecte representat. Exemples de pintura vibracionista són Puerto de Barcelona (1918) de Torres i García o Tranvía La Catalana (1918) de Barradas.

## Difusió i crítica
L'espai de difusió del vibracionisme, a més de revistes minoritàries i la il·lustració de llibres, van ser les galeries d'art. La primera mostra vibracionista a Barcelona va tenir lloc a les Galeries Dalmau, el desembre del 1917, on Torres i García i Barradas van celebrar una exposició plegats; l'any 1918 es van celebrar dues exposicions més a la Sala Reig i a les Galeries Laietanes.
El crític J.F. Ràfols va batejar els dos artistes com els pintors de la ciutat. Torres i García, en una carta a Barradas de l'any 1918, escriu (en castellà): 
| «                       | Nuestra ciudad. Acabo de descubrirla. ¡Qué bella! (…) Nada más bello que olvidarse del pasado para ir a la ventura. Soy enemigo de toda tradición, del género que sea, sí, Barcelona estaba inédita, nosotros fuimos los primeros en descubrirla.' Torres i García va definir el vibracionisme com ‘un Movimiento que se determina fatalmente por el paso de una sensación de color a otra correspondiente, siendo, cada uno de estos acordes, diversas notas de armonía, distintas, fundidas entre sí por acordes más sordos, en gradación cada vez más opaca' (1936). | » |
| — Torres i García, 1918 | |   |